# Vicenç Roura i Boix
Vicenç Roura i Boix (Badalona, siglo XX) fue un político catalán, alcalde accidental de Badalona entre el 23 de febrero y el 4 de marzo de 1937.
Era miembro de Acció Catalana Republicana. Desde el inicio de la guerra civil española fue miembro de la sección de Badalona del Comité de Milicias Antifascistas, y desde el 19 de octubre de 1936 fue el encargado del Departamento de confiscaciones del Ayuntamiento de Badalona.
El 23 de febrero de 1937 fue nombrado alcalde de forma interina en sustitución del exiliado Frederic Xifré. Fue una decisión que causó sorpresa por dos motivos: el partido al que pertenecía Roura, y la correlación de fuerzas representadas en el consistorio badalonés. De hecho Esquerra Republicana de Catalunya se quejó, alegando que si ellos no obtenían la alcaldía, al menos ésta debía ir a parar a una fuerza política más representada, refiriéndose en particular a los regidores de la Confederación Nacional del Trabajo. La también sorpresiva respuesta fue que, aparte de Roura, los demás concejales estaban demasiado ocupados. Ocupó el cargo hasta la elección de José Martínez Écija, de la CNT, el 4 de marzo de 1937.
Al final de la contienda española se exilió.